# Pochonia parasitica
Pochonia parasitica är en svampart som först beskrevs av G.L. Barron, och fick sitt nu gällande namn av G.H. Sung, J.M. Sung, Hywel-Jones & Spatafora 2007. Pochonia parasitica ingår i släktet Pochonia och familjen Clavicipitaceae.   Inga underarter finns listade i Catalogue of Life.